# Bombardement du bureau de liaison intercoréen
 (avril 2023).
Le bombardement du bureau de liaison intercoréen (coréen : 남북공동연락사무소 폭파사건 ; incident de démolition du bureau de liaison intercoréen) fait référence au bombardement du bureau de liaison intercoréen situé à Kaesong, en Corée du Nord, le 16 juin 2020. Les deux Corées ont décidé de fermer le bureau le 30 janvier en réponse au développement de l'épidémie de coronavirus de 2019, et le personnel coréen est parti le même jour. Cependant, lors de la fermeture du Bureau de liaison conjoint, les nord-coréens n'étaient pas satisfaits d'un groupe de transfuges répandant des tracts le long de la zone démilitarisée et ont envoyé l'Armée populaire de Corée détruire le bâtiment le 16 juin, accusant la Corée du Sud de violer la déclaration de Panmunjeom, une décision qui aurait aggravé les relations entre la Corée du Nord et la Corée du Sud et tendu la situation dans la péninsule coréenne.